# Kreuzberg (Rhön)
Pour l’article homonyme, voir Berlin-Kreuzberg.
Le Kreuzberg (anciennement appelé Aschberg) est une montagne de 928 m d'altitude dans la Rhön en Bavière (Allemagne). Après la Wasserkuppe (950 m, plus haute montagne de Hesse) et la Dammersfeldkuppe entre Bavière et Hesse (928 m, sommet en Bavière, plus haut de 10 cm), c'est la troisième plus haute montagne de la Rhön. Cependant, il est la plus haute des montagnes situées entièrement en Basse-Franconie. Il se trouve près de Haselbach, dans l'arrondissement bavarois de Rhön-Grabfeld (circonscription administrative de la Basse-Franconie).
Sur le Kreuzberg sont établis le monastère de Kreuzberg, le tremplin de saut à ski de Kreuzberg et l'émetteur de radiodiffusion de Kreuzberg. La rivière Sinn prend sa source sur son versant nord-ouest. Avec 500 000 à 600 000 visiteurs par an, le Kreuzberg est la destination d'excursion la plus élevée et la plus visitée de la partie bavaroise du Rhön.

## Géographie

### Localisation
Le Kreuzberg s'élève dans le Haut-Rhön, dans le parc naturel bavarois de la Rhön et dans la réserve de biosphère de la Rhön. Elle est située entre la ville de Bischofsheim an der Rhön au nord-nord-est, la municipalité de Sandberg au sud-est dans l'arrondissement de Rhön-Grabfeld et le bourg de Wildflecken dans l'arrondissement voisin de Bad Kissingen à l'ouest. Le monastère de Kreuzberg (864 m) se trouve sur le flanc ouest de la colline, près du sommet.
La montagne voisine au nord-nord-ouest du Kreuzberg est l'Arnsberg (843 m), l'éperon oriental est le Käulingberg (également appelé Käuling, 754 m).

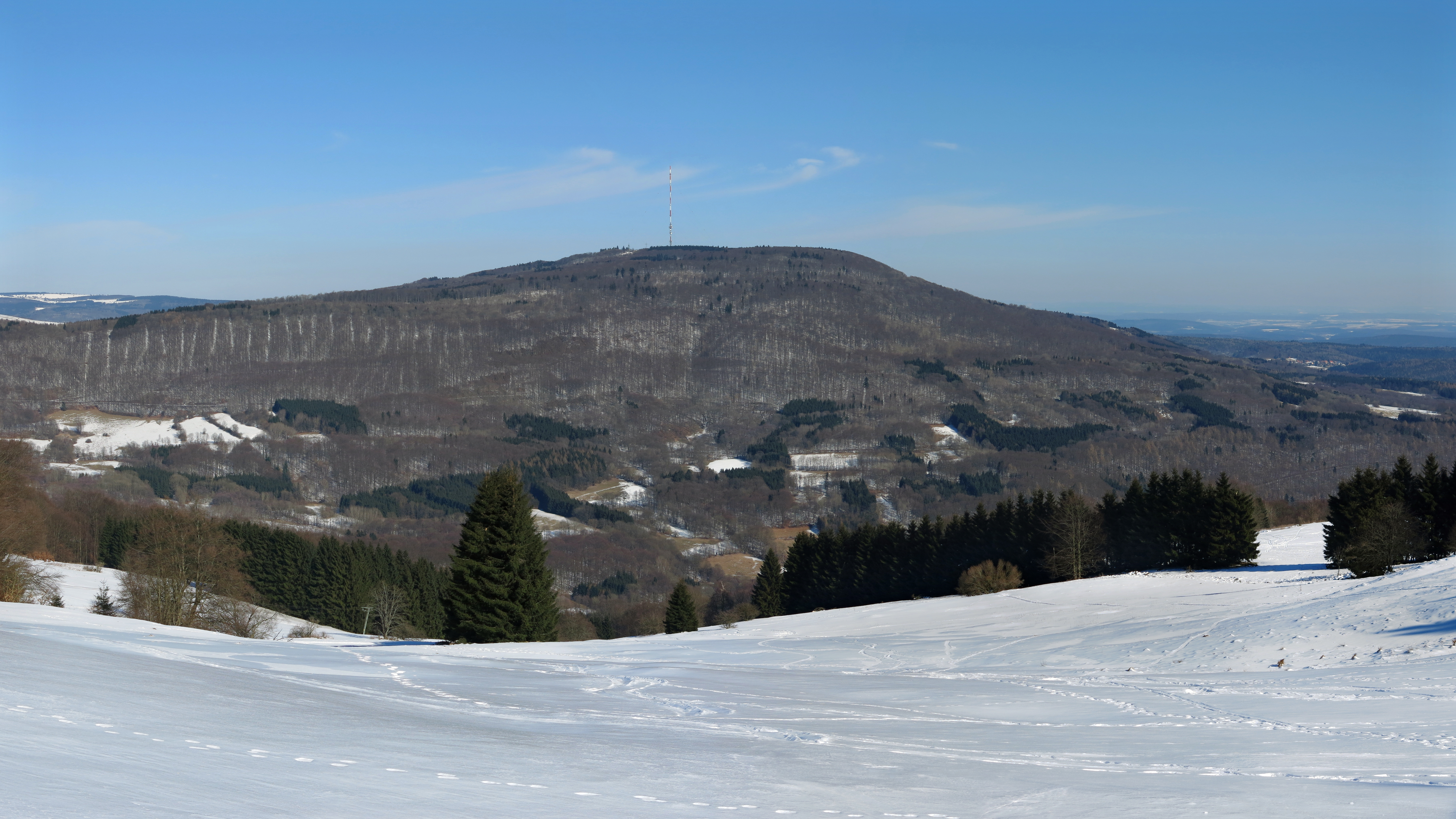
Le Kreuzberg vu depuis le Schwarzenberg au sud-ouest, près de la cabane Kissinger
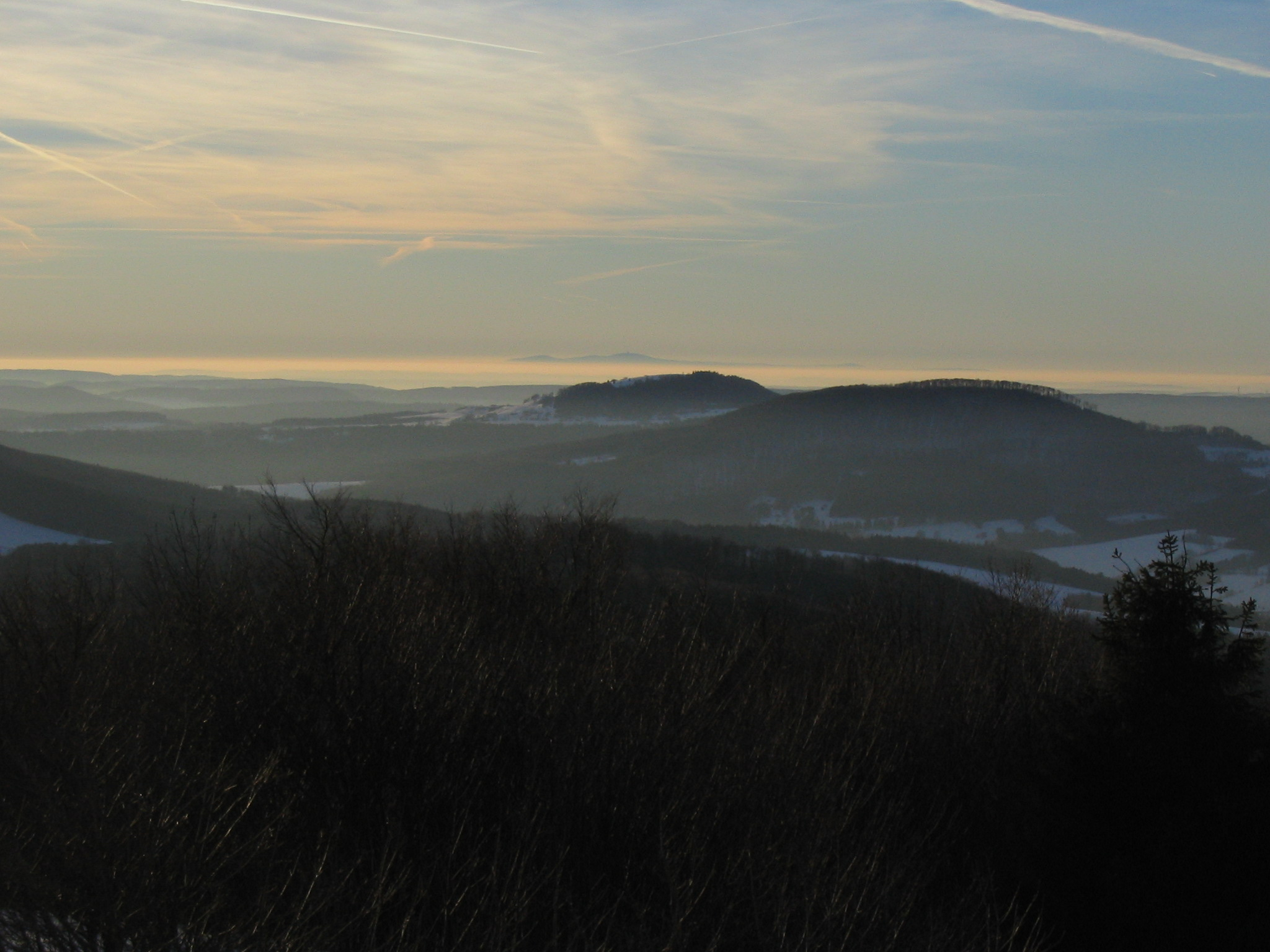
Vue vers l'ouest sur le Großer Auersberg et le Kleiner Auersberg jusqu'au Taunus

### Hydrographie
Au nord, près d'Oberweißenbrunn (quartier de Bischofsheim), l'Arnsberg est traversé, à peu près d'ouest en est, par le cours supérieur de la Brend, un affluent de la Saale franconienne, dont les eaux se jettent dans la mer du Nord par le Main et le Rhin. Les ruisseaux qui prennent leur source au Kreuzberg (Vorderer Haselbach) et Käulingberg (Hinterer Haselbach) se jettent dans le Brend et coulent vers le nord-est. Sur le flanc sud du Käulingberg, le Dürrgraben et le Dreikahrbach, deux sources du Schmalwasserbach, qui coule vers le sud-sud-est, se jettent également dans la Saale franconienne via le Premich. À l'ouest-sud-ouest du Kreuzberg - près du Guckaspass (662 m, route nationale St 2267) menant au Feuerberg (832 m) - le Kellersbach, le cours supérieur gauche du Premich, prend sa source.
À l'ouest du col non boisé qui mène de Kreuzberg à Arnsberg, près de Weihersbrunnen, se trouve la source de la Sinn, qui coule vers le sud-ouest et qui rejoint la Saale franconienne à Gemünden peu avant de se jeter dans le Main.

### Géologie

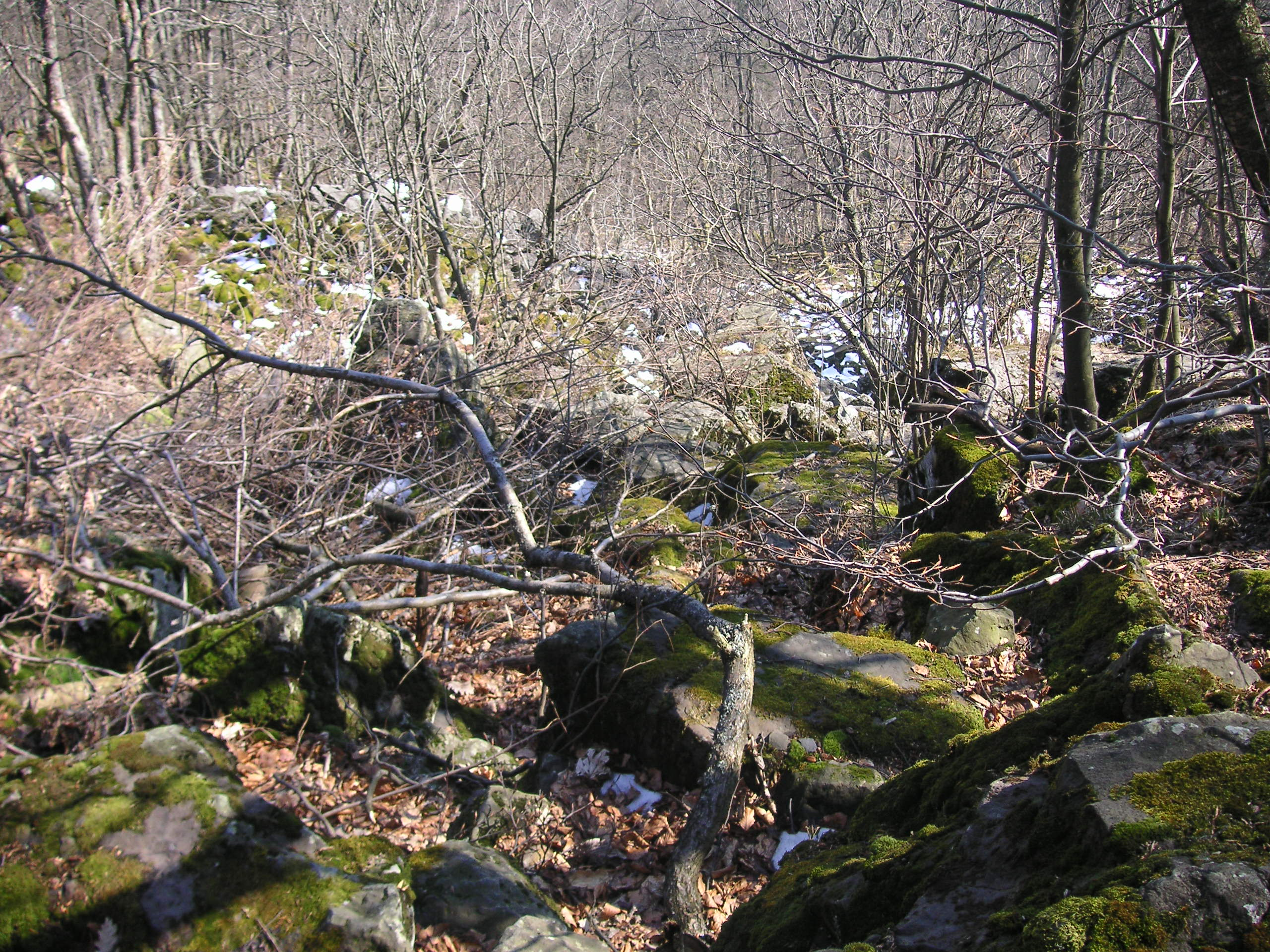
Chaos basaltique Johannisfeuer.

Sur le Kreuzberg, deux géotopes ont été désignés par l'Office de l'environnement de l'État de Bavière (LfU) : l'ancienne carrière de basalte située sur le versant nord du Kreuzberg est une petite carrière de basalte très envahie par la végétation et comportant de nombreuses colonnes de basalte. À l'est du mât de transmission se trouve le chaos basaltique Johannisfeuer am Kreuzberg constitué de basalte massif.

### Faune et flore

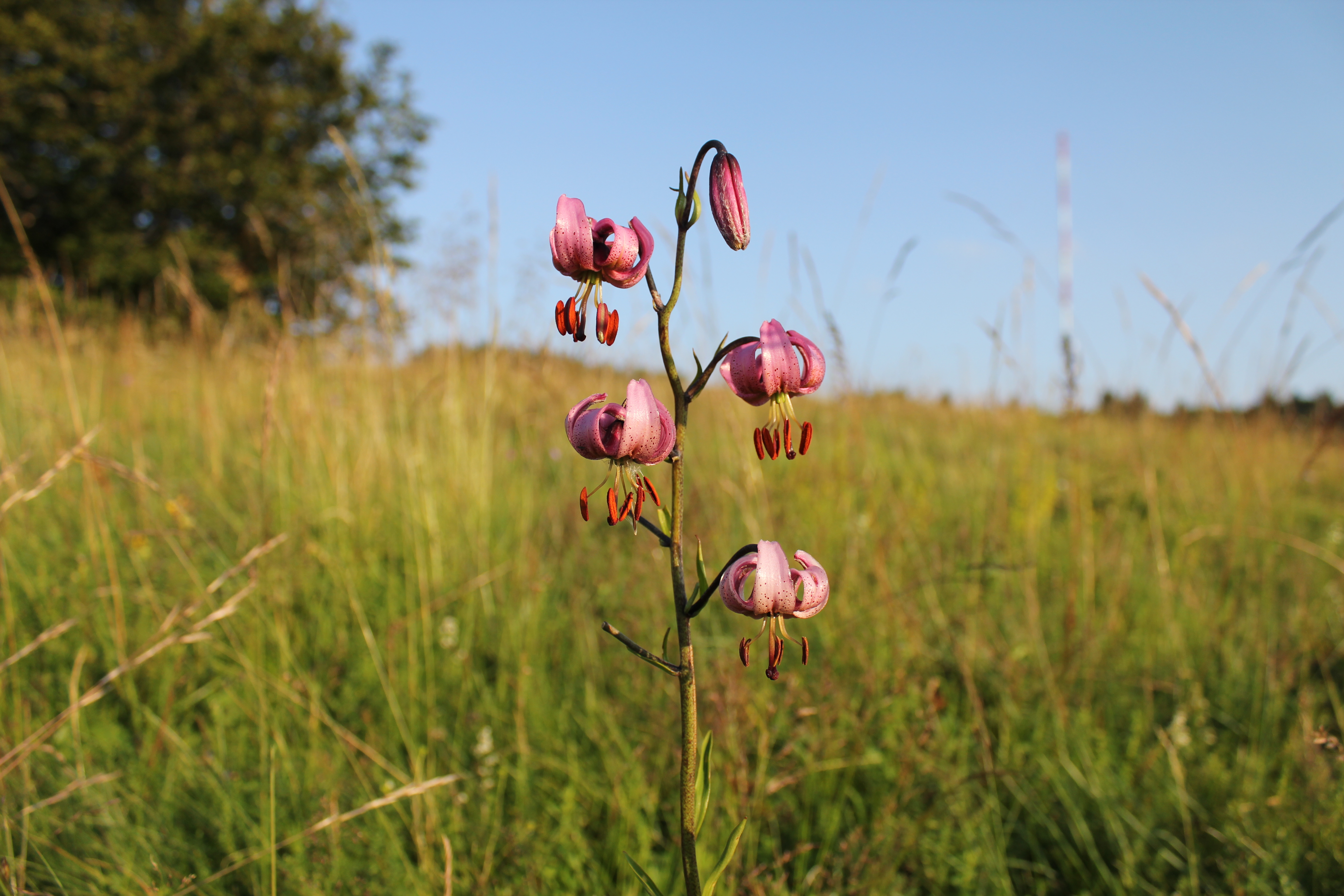
Lis martagon au-dessous du mât de transmission de l'émetteur.

Les flancs du Kreuzberg sont boisés. Cependant, du nord en direction du col menant à l'Arnsberg, une bande non boisée, qui s'étend jusqu'à la zone sommitale, est utilisée comme piste de ski en hiver. Il y a des groupes d'arbres sur le plateau sommital.
Des défrichements importants au Moyen Âge et des siècles d'utilisation pour l'agriculture et l'élevage ont créé un paysage culturel caractéristique avec des prairies de montagne ouvertes, des haies et des forêts de feuillus.
Le lis martagon, la carline acaule et l'avoine dorée sont quelques exemples de plantes présentes sur le Kreuzberg. On peut également citer quelques animaux : la vipère péliade, la pie-grièche grise et la pie-grièche écorcheur.

## Histoire

### Toponymie et montagne sacrée des Francs
Il est possible qu'il y ait eu un lieu de culte païen sur le Kreuzberg à l'époque pré-chrétienne. L'implantation celte et germanique dans le Rhön et l'ancien nom Asenberg (d'après les Ases, groupe de dieux nordiques) suggèrent des activités cultuelles et religieuses sur la montagne. En outre, un frêne sacré se serait trouvé sur la montagne (voir aussi : Yggdrasil et le culte des arbres), ce que rappelle le nom Aschberg utilisé du XIIe au milieu du XVIIe siècle. Le nom de Kreuzberg n'est apparu qu'après la réalisation du groupe de croix du Golgotha (également appelé groupe de la Crucifixion) en 1582 par le prince-évêque de Würzburg, Jules Echter von Mespelbrunn. Depuis la mission d'évangélisation des Francs par l'Irlandais saint Kilian et ses compagnons Colman de Wurtzbourg (de) et Totnan de Wurtzbourg (en) en 686 et sa tradition de lieu de pèlerinage, le Kreuzberg est considéré comme la « montagne sacrée des Francs »,.

### Croix sommitale
Près des trois croix du chemin de croix, la puissante croix de bois sommitale du Kreuzberg se dresse depuis des siècles. Elle doit être renouvelée de temps en temps car elle est fortement exposée aux intempéries. Une telle croix a été érigée en 1997, par exemple, et a dû être retirée en 2012 pour des raisons de sécurité. Cette croix a été conçue par l'architecte Uwe Kröckel de Bad Neustadt an der Saale. Le 12 avril 2014, une nouvelle croix réalisée à partir d'un tronc de mélèze a été érigée et consacrée le 3 mai 2014,.

### Monastère de Kreuzberg, chemin de croix et pèlerinages
À l'ouest-nord-ouest, sous le plateau sommital, se trouve le monastère de Kreuzberg, fondé par les franciscains en 1644, avec la brasserie monastique, seule brasserie exploitée par l'ordre franciscain en Allemagne.
Depuis le monastère de Kreuzberg, un chemin de croix avec des chapelles illustrées, calqué sur le parcours de Jésus à Jérusalem jusqu'à son exécution sur le Golgotha, mène aux trois croix du Golgotha, que l'on peut également atteindre par les escaliers situés au-dessus du monastère. Les 13e et 14e stations du chemin de croix s'y trouvent également.
Chaque année, 70 à 80 pèlerinages ont lieu à Kreuzberg, surtout à la fin de l'été et au début de l'automne.

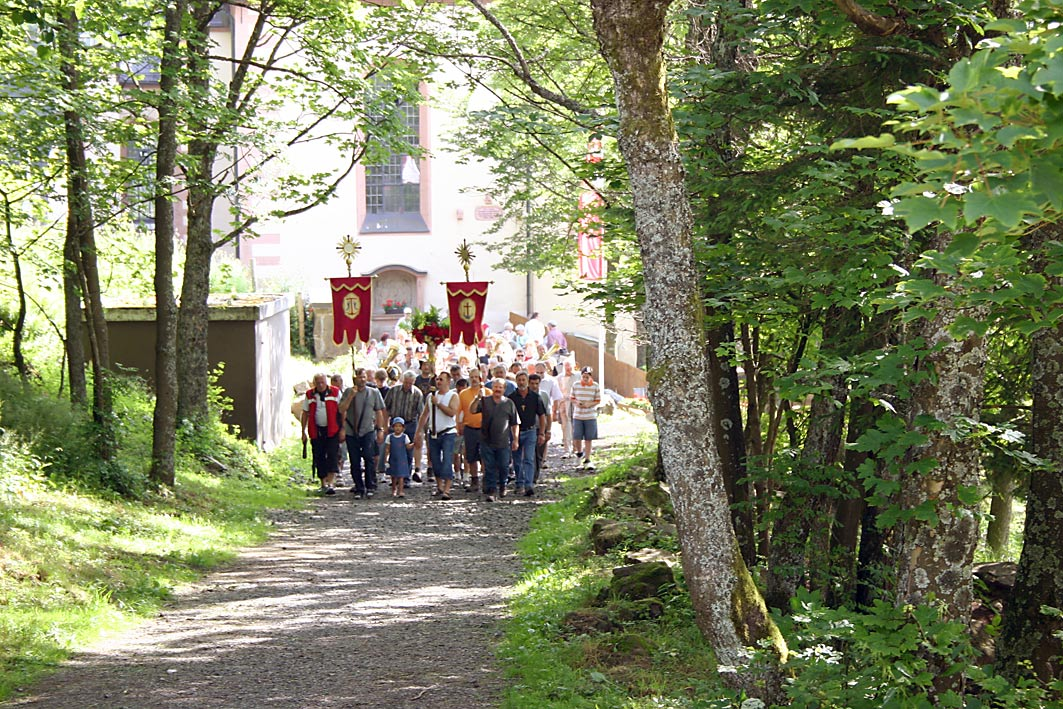
Procession depuis le monastère sur le Kreuzberg.
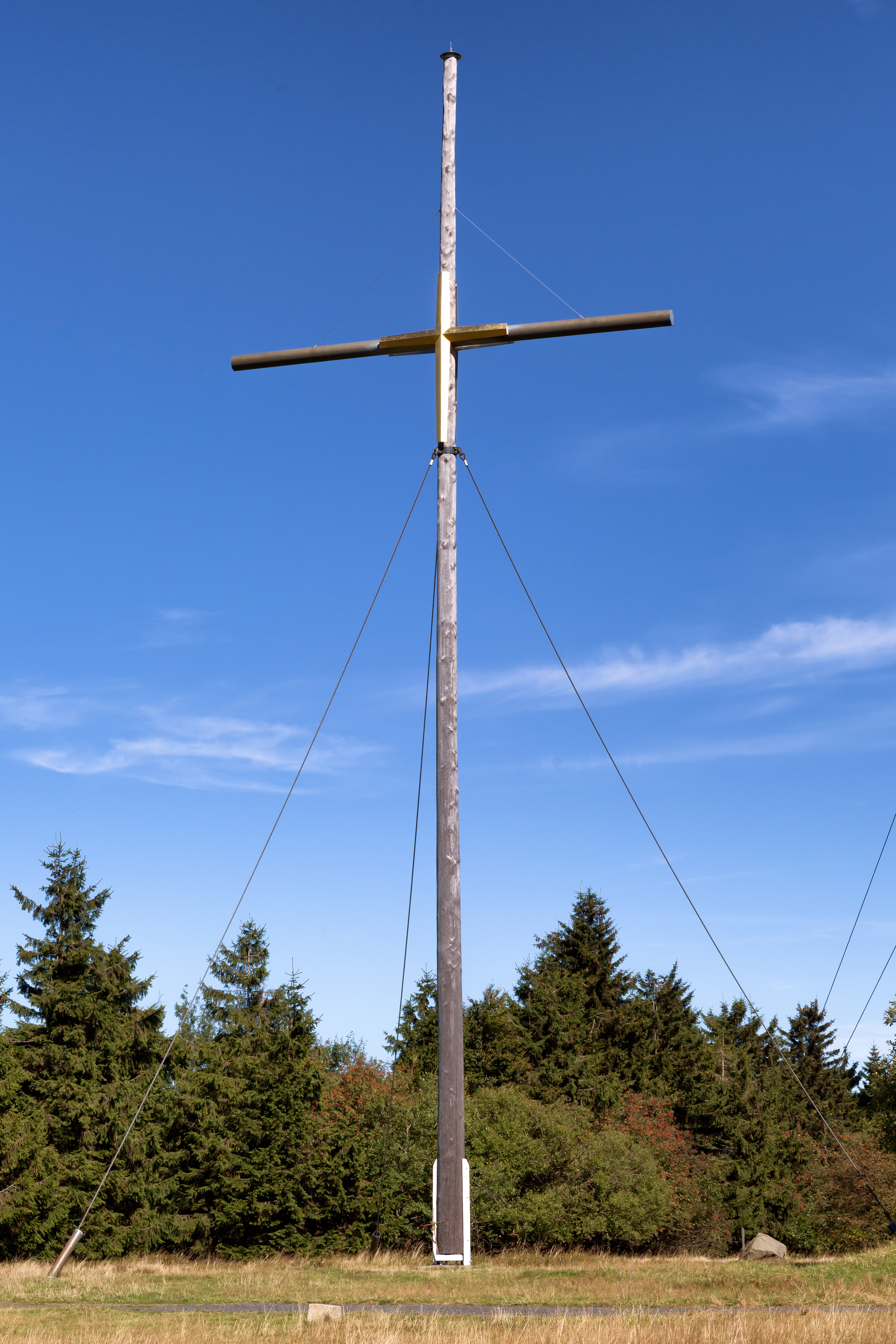
La croix sommitale du Kreuzberg (2016).
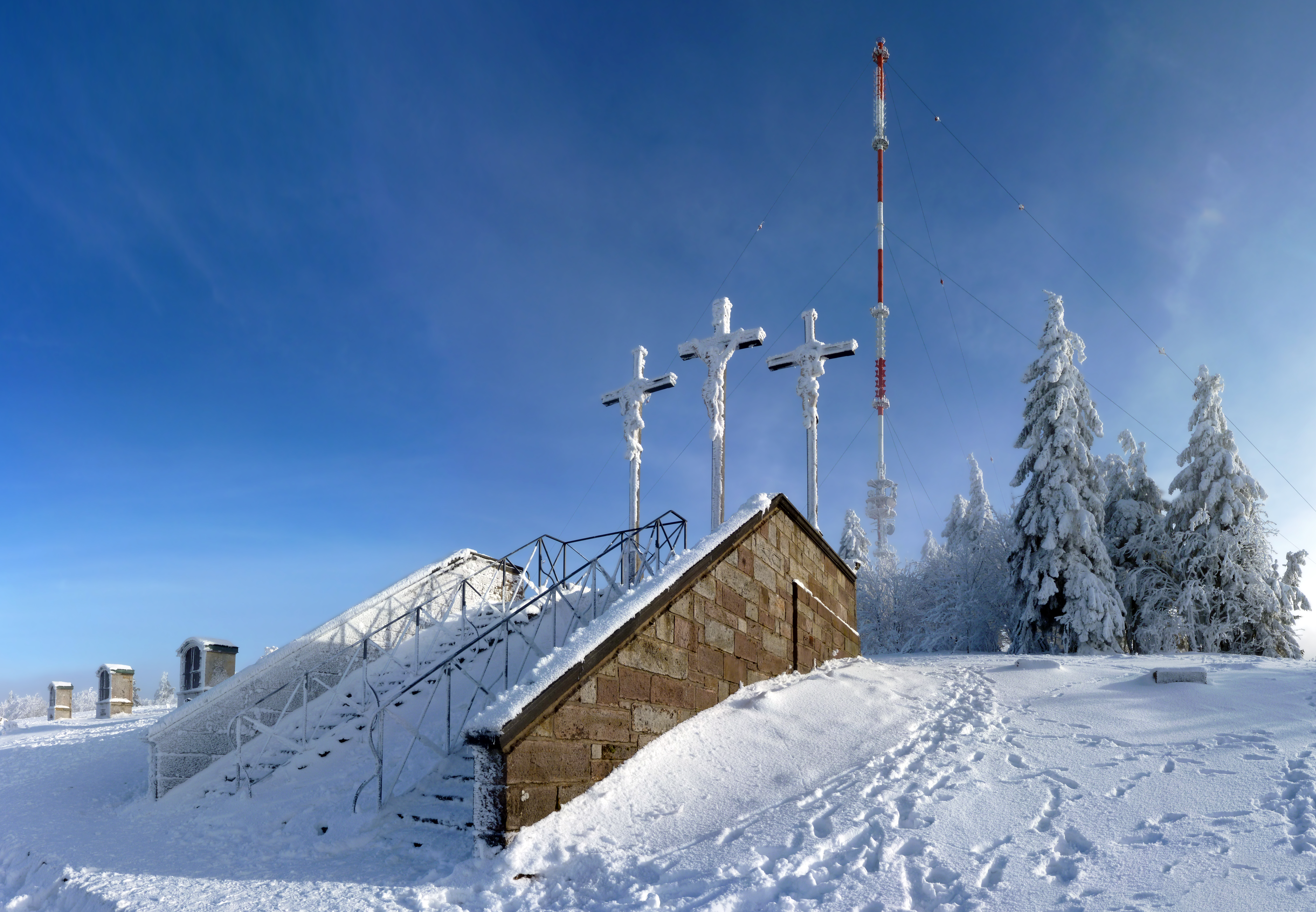
De la 9e à la 12e station du chemin de croix, avec le mât de l'émetteur du Kreuzberg en arrière-plan.
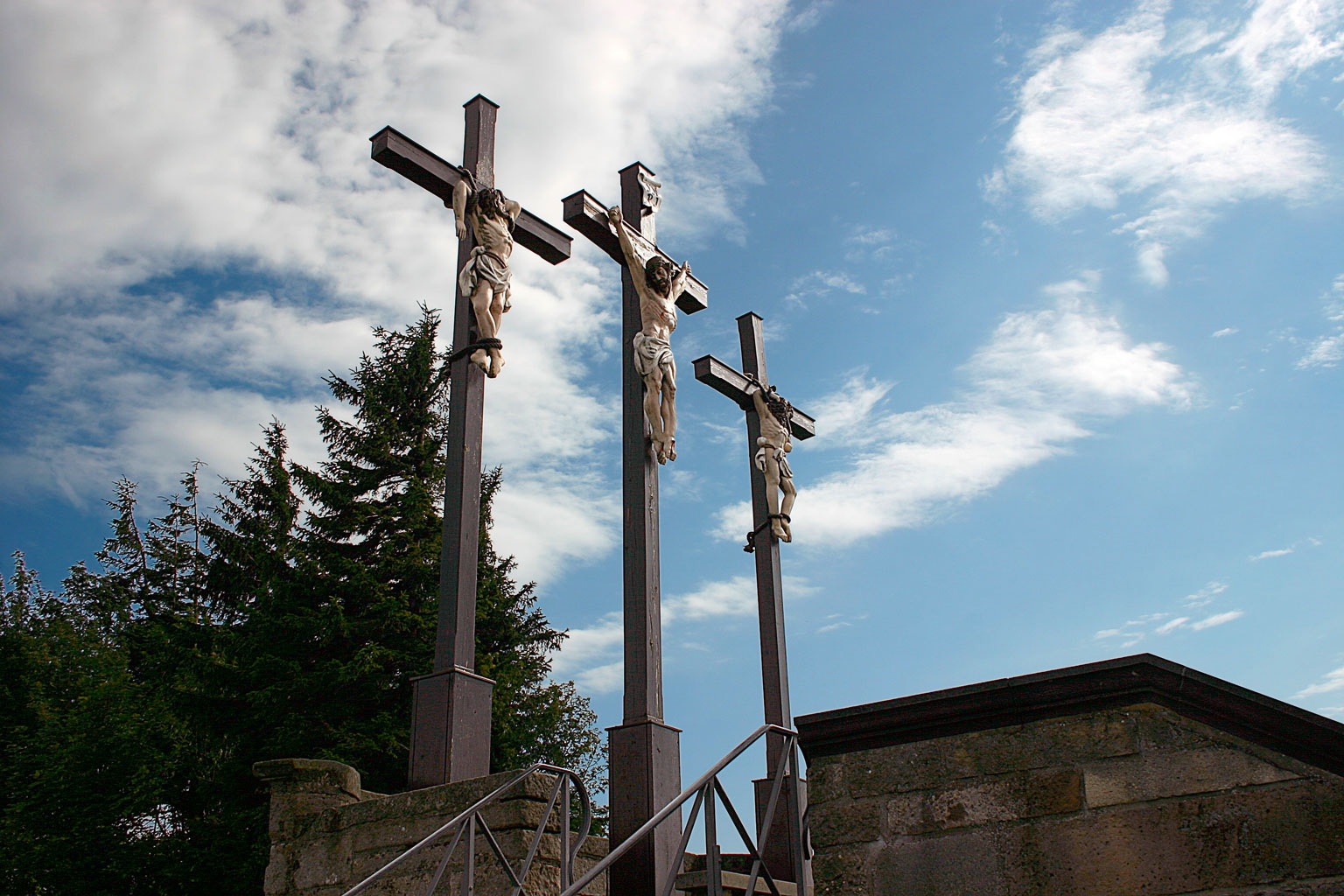
Vue de face des trois croix du Golgotha.
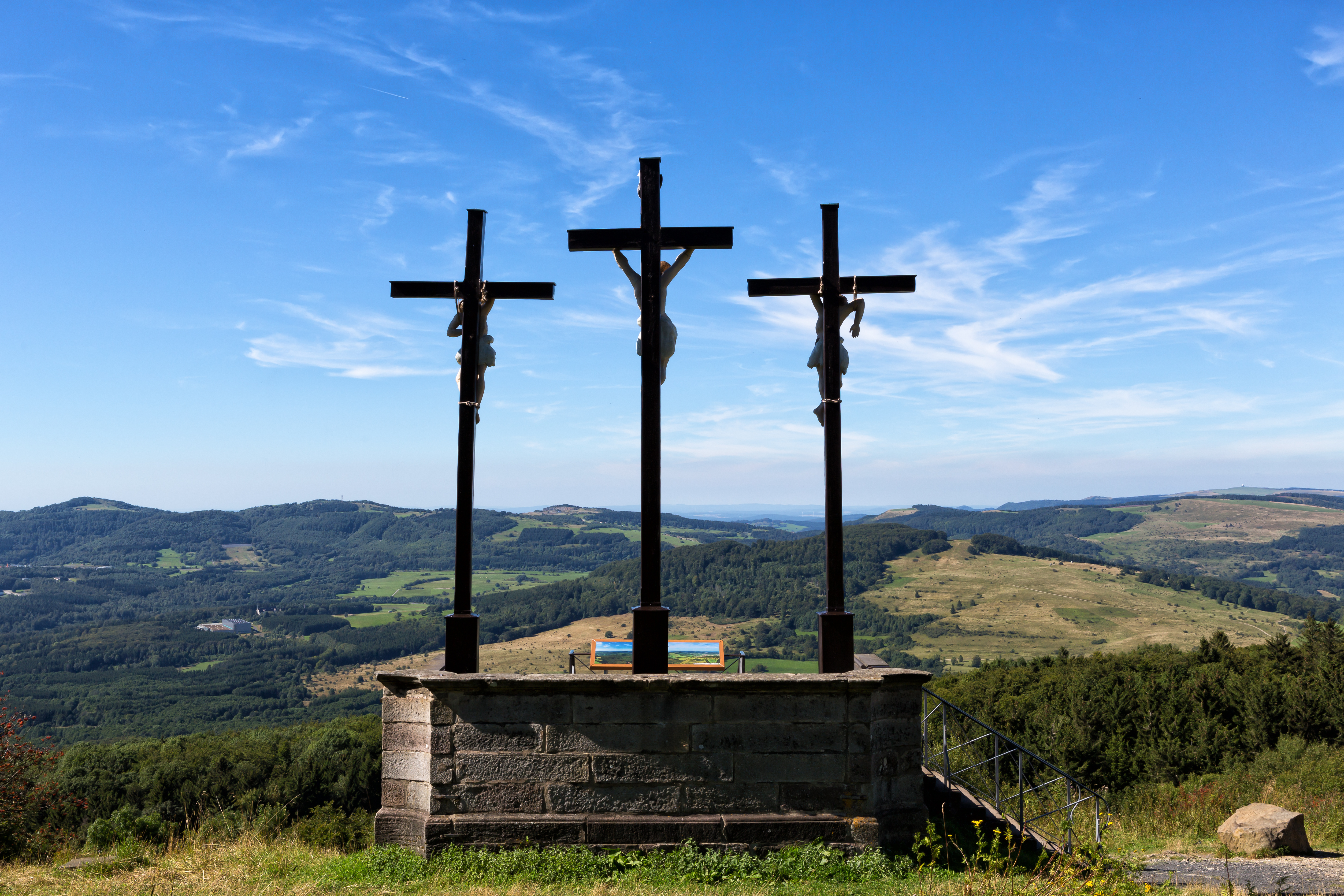
Les trois croix du Golgotha sur le Kreuzberg.

## Activités

### Émetteur du Kreuzberg

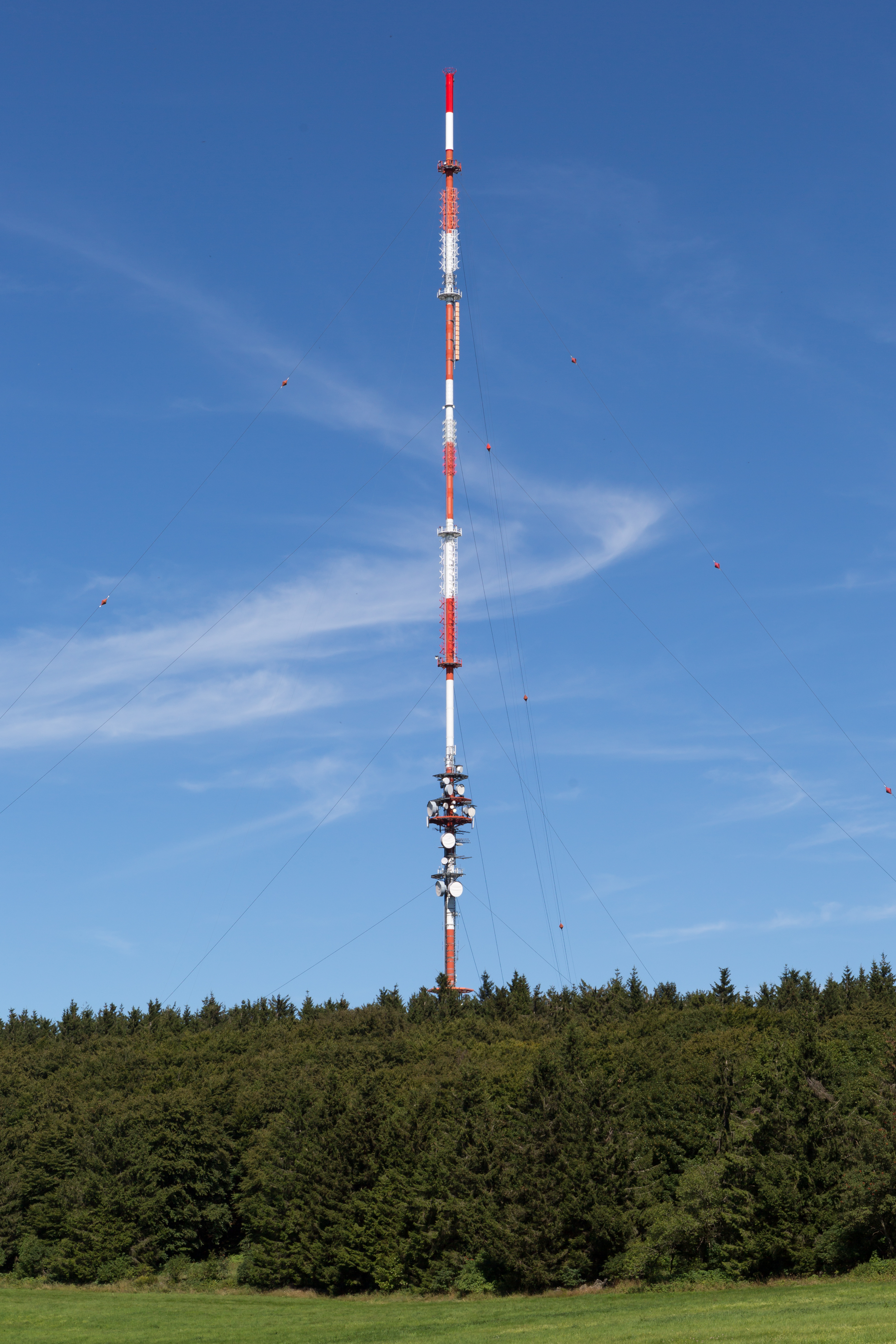
Mât tubulaire en acier de l'émetteur du Kreuzberg.

L'émetteur de la Société bavaroise de radiodiffusion est situé sur le Kreuzberg depuis 1951. Son mât en tube d'acier a été érigé en 1985 et porté de 207,5 m à 227 m en 2016. Elle diffuse la radio FM et divers programmes de télévision ; le mât est également utilisé par de nombreux opérateurs de réseaux radio.

### Loisirs

#### Randonnée
Tout au long de l'année, le Kreuzberg est apprécié des randonneurs en tant que destination ou point de transit. Son plateau sommital peut être atteint en 10 minutes environ par l'escalier de 300 m de long situé au-dessus du monastère de Kreuzberg, dans le hameau de Kreuzberg, ou en 30 minutes environ par le sentier Franz Zierof. Le chemin marial franconien mène à Kreuzberg.
Le 28 juin 2008, le président fédéral Horst Köhler a fait une randonnée d'Oberweißenbrunn à Kreuzberg dans le cadre de la Journée allemande de la randonnée. Il y a signé le livre d'or de la ville de Bischofsheim.
Le Kreuzberg offre de beaux panoramas : de son versant nord, on a une vue sur les Montagnes Noires, la Dammersfeldkuppe (deuxième plus haute montagne de la Rhön ; avec une circulation réglementée en raison de la zone d'entraînement militaire de Wildflecken), la haute vallée de la Sinn, la Wasserkuppe, le Langen Rhön, la forêt de Thuringe et la vallée du Brend. Dans de très bonnes conditions de visibilité, on peut voir le Taunus avec le Großer Feldberg à l'ouest. Le chaos rocheux, qui s'étend d'est en sud-est sous le plateau sommital, offre une vue impressionnante sur les contreforts sud du Hohe Rhön et jusqu'à Schweinfurt.

Vue depuis le Kreuzberg en direction du nord sur Wildflecken, Oberwildflecken et Neuwildflecken vers Dammersfeldkuppe, Eierhauckberg, Arnsberg, Himmeldunkberg, Wasserkuppe et Heidelstein, entre autres.

#### Domaine skiable de Kreuzberg
Le domaine skiable de Kreuzberg est situé sur le Kreuzberg. La montagne est intégrée à un réseau de 70 km de pistes de ski de fond. Il y a quatre remontées mécaniques : le Dreitannenlift, le Blicklift, le Rothanglift et le Fischzuchtlift. Il y a une piste de luge sur le Klosterwiese et une autre en dessous de l'auberge Roth. Sur le versant nord de la montagne, à l'ouest du quartier de Haselbach à Bischofsheim, se trouve le tremplin de saut à ski Kreuzbergschanze.

### Accès routier
Le Kreuzberg est accessible depuis Bischofsheim par la route départementale NES 10 ou depuis Wildflecken par la route nationale 2289 et, en bifurquant de la St 2289, par les routes départementales KG 22 et NES 25. Cette dernière rejoint la NES 10 sur son flanc nord au niveau d'un établissement de maisons de week-end, qui mène de là vers le sud au parking des randonneurs situé au nord de la région du sommet.